# 2011年夏 ラジオ・チャリティ・ミュージックソン スペシャル
『2011年夏 ラジオ・チャリティ・ミュージックソン・スペシャル』（2011ねんなつ ラジオ・チャリティー・ミュージックソン・スペシャル）は、ラジオ福島で2011年8月13日（土）7:00 - 8月14日（日）15:00まで「ラジオ・チャリティ・ミュージックソン」の東日本大震災被災地復興支援として放送されたチャリティーラジオ番組である。イメージソングは「Smile Again～ふれんどバージョン～」。

## 概要
ラジオ福島は2011年3月11日の東北地方太平洋沖地震、および東京電力福島第一原子力発電所被爆などによる「東日本大震災」の発生直後から3月26日午前5時の放送基点（開始）時間までの延べ15日間・350時間以上にわたって、殆どの定時番組・コマーシャルを休止した上で、震災に関係する災害報道特別放送を展開した。
それから5ヶ月が経過した8月、ラジオ福島はニッポン放送など全国ラジオネットワーク基幹各局が主催する「ラジオ・チャリティ・ミュージックソン」で培った同キャンペーンの原点・「善意の輪」というノウハウを生かし、改めて被災地・福島の震災からの再生を誓いつつ、帰省や震災による事故で県外へ避難した福島県の同胞を快く歓迎し「お帰りなさい!ふるさと、福島は元気です!」を合言葉に、東日本大震災の被災者の傍らに寄り添うメディアとして、被災者に「善意の輪」を届けるという意図で、32時間にわたる特別放送を中心とした大々的なキャンペーンが行われた。
番組テーマ曲は、aveの「福の歌」に、アレンジを加えた「福の歌～頑張っぺバージョン～」。  
イメージソングは、普天間かおりの東日本大震災復興支援ソング「Smile Again」に、リスナーや福島県民のコーラスを入れた「Smile Again～ふれんどバージョン～」。

## 募金活動
募金の受付期間は7月1日-8月31日の2か月間。募金はラジオ福島の本・支社や協力店への持ち込み、銀行振込、募金受付会場の「愛の泉」、ラジオカーで募金を募った。
その結果、福島県内のリスナーから寄せられた募金額は282万9162円となり、10月27日にはラジオ福島・社長の本多純一郎と常務取締役総務局長の佐久間修が福島県庁を訪れ、福島県副知事の内堀雅雄に対し、義援金として全額寄付した。

## 出演者
パーソナリティ：ラジオ福島アナウンサーの大和田新・山地美紗子・石田久子・鏡田辰也・菅原美智子。  
ゲスト：紅晴美・普天間かおり・みちのくボンガーズ・ave
特別ゲスト：佐藤B作（13日）・上柳昌彦（ニッポン放送アナウンサー・13日）・梅沢富美男（14日）
飛び入りゲスト：内堀雅雄副知事（放送当時。現・福島県知事）

## 放送内容
通常のミュージックソンと同じく福島のスタジオ、郡山・若松・いわきの各支社を結び、募金活動を行い、それと共に寄せられたメッセージを紹介。  
また、各支社や福島県内各地からの生中継や、福島県内の被災地から現在の様子や出来事などを伝えてもらう電話インタビュー、それに、「おかえりキャラバン」と銘打った公開生中継も行った。 
また、13日の午後には郡山市の郡山駅西口に構える複合施設ビル「ビッグアイ」の中にある商業施設・MOLTIのテナント会から10万円の義援金を預かった。 
13日8時台には、福島市立青木小学校に通っている姉弟が福島市の本社スタジオで生インタビューを受けた。2人は福島市内の自宅近くの国道を走る警察や自衛隊の関係車両に対し応援のメッセージが書かれたボードを持って毎日のように応援している。
13日にはラジオ福島の本社スタジオにアナウンサーOB・OGの3人が、また、郡山総支社にもアナウンサーOGの2人が応援に駆け付け、募金活動を手伝った。13日の18時台には郡山総支社に応援に来ていたアナウンサーOGの2人が、本社スタジオに到着し、そこでアナウンサーOB・OG5人が集結し、震災後の心境や“ふるさと”・福島の思いなどを語った。14日には郡山総支社にてアナウンサーOB・OGの2人が募金活動を手伝った。 
13日21時台には、この6月に詩の礫を出版した和合亮一が本社スタジオに登場し、鏡田辰也と話を繰り広げた。 
13日22時台には、福島市の本社スタジオにてaveによるミニライブが行われ、持ち歌を3曲披露した。 
14日11時台には「涼風（すずかぜ）」の2人が本社スタジオでライブを行った。 
14日14時台のフィナーレでは普天間かおりの「Smile Again～ふれんどバージョン～」とaveの「福の歌～頑張っぺバージョン～」を出演者・スタジオ観覧のリスナーと共に大合唱を行った。その間に、ラジオ福島の社長・本田純一郎が発生直後からの様々な情報のご提供や募金にご協力いただいたリスナーへの御礼とラジオ福島の東日本大震災復興支援スローガンである「がんばろう福島・がんばろう東北・がんばろう日本」を大声で発した。